# Rådstueret
Rådstueret var en domstol, som fandtes i danske købstæder fra middelalderen. Retten, der bestod af byens borgmester og rådmænd, dømte oftest i sager om handel samt i større straffesager, og i nogle byer som som en overret for bytinget, og trådte i stedet for landstinget. Rådstueretten fungerede indtil 1805, hvor den ved en forordning blev afløst af landsoveretten.

## Eksterne kilder og henvisninger
- Raadstueret på Salmonsens Leksikon
- Den Store Danske